# Баку Сити
Баку Сити (на английски: Baku City Circuit; на азербайджански: Bakı Şəhər Halqası) е градска писта за провеждане на автомобилни състезания, намираща се в Баку, Азербайджан.

## Име
Пистата носи името на азербайджанската столица Баку, по чийто улици се провеждат състезанията.

## История
През 2012 г. се провежда събитието City Challenge за серия Blancpain Sprint Series. Конфигурацията на пистата през 2012 – 2013 г. е изменяна два пъти. Първата Голяма награда на Европа се провежда на тази писта през 2016 година за серия ГТ2. От 2017 г. в Баку се провеждат състезанията на Голямата награда на Азербайджан, част от сезона на Формула 1.

## Характеристика
Пистата е проектирана от Херман Тилке. Дължината ѝ е 6003 метра и има 20 завоя.

## Победители във Формула 1
| Година | Пилот          | Конструктор       | Писта      | Статистика |
| ------ | -------------- | ----------------- | ---------- | ---------- |
| 2017   | Даниел Рикардо | Ред Бул-ТАГ Хойер | Баку Стрит | Статистика |
| 2018   | Луис Хамилтън  | Мерцедес          | Баку Стрит | Статистика |